# Комарова, Елизавета Андреевна
Елизавета Андреевна Комарова (род. 1 февраля 1995 года, Сухой Лог, Свердловская область, Россия) — российская профессиональная баскетболистка, играющая на позиции разыгрывающего защитника. Выступает за баскетбольный клуб «Надежда». Мастер спорта. Член национальной женской сборной России по баскетболу с 2019 года.

## Карьера
Елизавета родилась 01 февраля 1995 года в г. Сухой Лог Свердловской области, где и начала заниматься баскетболом с 2007 года под руководством тренеров- Сысолятина Александра Алексеевича и Зырянова Виктора Леонидовича.
С 2010 по 2019 годы выступала в системе ЖБК «УГМК». Вместе с командой становилась бронзовым призером России среди девушек 1995 года рождения и была признана MVP, а также лучшим разыгрывающим Первенства. Становилась бронзовым призером Первенства России среди молодёжных команд. В 2018 году признана лучшим разыгрывающим чемпионата Суперлиги среди женщин.
В июле 2011 года в составе сборной команды девушек до 16 лет заняла 3 место на Юношеских Олимпийских играх г. Трабзон.
В 2018 году в составе сборной России 3х3 U23 среди девушек завоевала титул Чемпиона мира и признана MVP кубка мира.
В сезоне 2019/2020 была в составе Команды ПБК «МБА» г. Москва и признавалась лучшим атакующим защитником женского чемпионата Премьер лиги.
С 2020 года выступает за баскетбольный клуб «Надежда» г. Оренбург.

## Достижения
В течение своей спортивной карьеры успела завоевать следующие титулы:
- 2020 — обладатель Кубка России;
- 2019 — чемпион Евролиги по баскетболу;
- 2019 — золотой призёр чемпионата России;
- 2018 — обладатель Кубка России;
- 2018 — MVP Кубка мира по баскетболу 3×3;
- 2018 — обладатель Кубка мира по баскетболу 3×3;
- 2018 — обладатель Суперкубка Европы;
- 2018 — обладатель «Кубка УГМК»;
- 2017 — серебряный призер «Кубка УГМК»;
- 2016 — обладатель Суперкубка Европы;
- 2016 — обладатель Кубка России;
- 2016 — обладатель «Кубка УГМК»;
- 2015 — чемпион России;
- 2015 — обладатель «Кубка УГМК»;
- 2014 — бронзовый призер чемпионата России.